# Saint-Pierre-de-Semilly
Saint-Pierre-de-Semilly – miejscowość i gmina we Francji, w regionie Normandia, w departamencie Manche.
Według danych na rok 1990 gminę zamieszkiwało 357 osób, a gęstość zaludnienia wynosiła 78 osób/km² (wśród 1815 gmin Dolnej Normandii Saint-Pierre-de-Semilly plasuje się na 543. miejscu pod względem liczby ludności, natomiast pod względem powierzchni na miejscu 918.).